# Transvaal (Schiff)
Das Containerschiff Transvaal war zum Zeitpunkt der Indienststellung am 26. Juli 1978 eines der größten Schiffe der Bundesrepublik Deutschland und mit seiner Ladefähigkeit von 2.434 TEU, davon 888 TEU als Kühl- und Fruchtcontainer, gleichzeitig eines der größten deutschen Kühlcontainerschiffe. Die Transvaal zählt zu den Containerschiffen der Dritten Generation und wurde von der Bauwerft als Typ MCS 2700 bezeichnet.

## Geschichte
Auf Kiel gelegt wurde das Schiff am 11. Oktober 1977 bei den Howaldtswerken in Kiel für die Partenreederei „MS Transvaal“. Das Aufschwimmen fand am 17. März 1978 statt. Korrespondentreeder war die Deutsche West-Afrika-Linie mit Sitz in Kiel. Die Baukosten betrugen etwa 200 Millionen D-Mark. Die Transvaal war ein Doppelschraubenschiff, deren äußere Form durch einen Wulstbug, ein auffallendes Vorschiff und ein breites, sogenanntes Spiegelheck gekennzeichnet war. Als Antriebsanlage wurden zwei MAN-Zweitakt-Dieselmotoren des Typs K 8 S Z 90/160 B mit einer Leistung von jeweils 19.600 Kilowatt gewählt. Die Antriebsaggregate verliehen dem Schiff eine Dienstgeschwindigkeit von etwa 23 Knoten. Die Aufbauten waren sechs Decks hoch. Das Containerschiff wurde mit dem Marisat Satellitenkommunikationssystem ausgerüstet. Zur Partenreederei MS Transvaal gehörten die Deutsche Afrika-Linien GmbH, Hamburg, die Nedlloyd Lijnen B.V. und die Bauwerft. Zusammen mit anderen, nahezu baugleichen Containerschiffen der 3. Generation, wie der City of Durban der britischen Ellerman Lines, Nedlloyds Nedlloyd Hoorn, der Ortelius der belgischen Reederei Compagnie Maritime Belge (CMB), der Table Bay der Overseas Containers Limited sowie den vier Big Whites der Reederei Safmarine wurden auf der traditionsreichen SAECS-Linie (South African Europe Service) die erst kurze Zeit zuvor neu fertiggestellten Containerterminals in Durban, Port Elizabeth und Kapstadt angefahren.